# 세계유기농업운동연맹
세계유기농업운동연맹(International Federation of Organic Agriculture Movements, IFOAM), 세계유기농연맹은 전 세계 116개국의 850여 단체가 가입한 세계 최대 규모의 유기농업운동단체이다. 1972년 프랑스에 창립되었으며 독일 본에 본부를 두고 있다. 유기농업의 원리에 바탕을 둔 생태적·사회적·경제적 유기농업 실천을 지향하며 유기농업의 기준 설정, 정보 제공 및 기술 보급, 국제 인증 기준과 인증기관 지정 등의 역할을 하고 있다.
국제유기농운동 지원을 주로 하며, 3년에 한번씩 세계유기농대회를 개최한다.

## 2011년 대한민국경기도세계유기농대회
- 세계유기농업운동연맹이 주최하고 (사)IFOAM 세계유기농대회 한국조직위원회·경기도·남양주시·환경농업단체연합회 주관으로 '유기농은 생명이다'를 주제로 오는 2011년 9월 26일부터 10월 5일까지 10일간 경기도 남양주 체육문화센터에서 개최될 예정이다.[1]
- 2010년 7월, 대한민국 4대강 사업이 팔당 유기농 분지 훼손에 영향을 미치고 있는 가운데, 세계유기농연맹 부회장 앙드레 류는 2011년 대한민국 경기도에서 개최할 예정인 세계유기농대회를 취소할 수 있다고 하였다. 그는 2010년 9월 전까지 분지 훼손 문제를 해결하지 못할 경우 개최 여부를 재논의할 계획이라고 밝혔다.[2]

## 같이 보기
- 엇 서티파이드 (UTZ Certified)
- 코코펠리 협회 (Association Kokopelli)
- 환경적 정의 (Environmental justice)